# Prothoënor (Sohn des Areïlykos)
Prothoënor (altgriechisch Προθοήνωρ Prothoḗnōr) ist eine Gestalt der griechischen Mythologie.
Er war laut Homer ein Sohn des Areïlykos (bei Diodor des Archilykos) und Bruder des Arkesilaos.
Im Trojanischen Krieg war Prothoënor einer der Heerführer der Böotier. Er starb durch einen von Polydamas geworfenen Speer, der ihn tödlich in die rechte Schulter traf. Damit rächte Polydamas den Tod des Satnios.